# Kašpar Motěšický
Kašpar Motěšický (1651 Těšín – 1689 Žitava) byl spisovatel náboženských knížek a kazatelem české exulantské komunity nejprve v r. 1671 v Adelsdorfě (nedaleko Lehnice) a od roku 1675 až do své smrti v saské Žitavě.

## Život
Pocházel z rodiny protestantských duchovních působících v Horním Slezsku, už jeho děd byl luterský kazatel na Těšínsku. O jeho životě se dochovaly jen kusé zprávy. Jako evangelický duchovní a kazatel ve sborech nekatolických exulantů podnikal opakovaně odvážné tajné misie do českých zemích včetně Prahy. Pražským magistrátem byl obviněn r. 1686 z toho, že káže ve sklepích, vysluhuje večeři Páně a vede tajné evangelické schůze v hospodě ve Strašnicích. Byl literárně činný a svá díla nechával tisknout zejména v Žitavě, kde v závěru svého života působil jako duchovní správce rozrůstajícího se českého exilového sboru. Mnoha vydání se dočkala jeho Ruční knížka, která sdružovala v jednom svazku modlitby a písně a sehrála důležitou roli v udržení reformačního povědomí mezi českými nekatolíky. Je označována za „bestseller“ pobělohorské nekatolické literatury.

## Dílo (výběr)
- Umučení Pána našeho Jezu Krista podle sepsání svatého Marka evangelisty v pěti kázáních obsažené a vyložené. [bez místa a roku tisku; 2. polovina 17. století].
- Výklad na sedm slov Pána Jezu Krista nejposléze promluvených na kříži. [bez místa a roku tisku; 2. polovina 17. století].
- Kázání svatomichalské o ustavičné a bedlivé ochraně a stráži svatých anjelů, kterouž drží nad dítkami křesťanských rodičů, založené na těch slovích v Mat. v kap. 18. poznamenaných. Žitava 1678.
- Suffitus spiritualis. Kadění duchovní v čas moru, modlitby, i písničky. Žitava 1681.
- Křesťanská domovní postila. Drážďany 1682.
- Budič pokání. To jest: XXVI. kající[ch] kázaní, v nichž se obsahuje potřebná zpráva o pokání. Žitava(?) 1683.
- Ruční knížka, v níž se zdržují nejvybranější modlitby, jako i nejlibější písničky. Žitava 1687.
- Kázaní svatodušní v létu 1684. Žitava 1691.
- Modlitby nábožné, věrnému křesťanu k užívání z autorů evangelických vybrané. Žitava 1706.